# Alfred Cholewiński

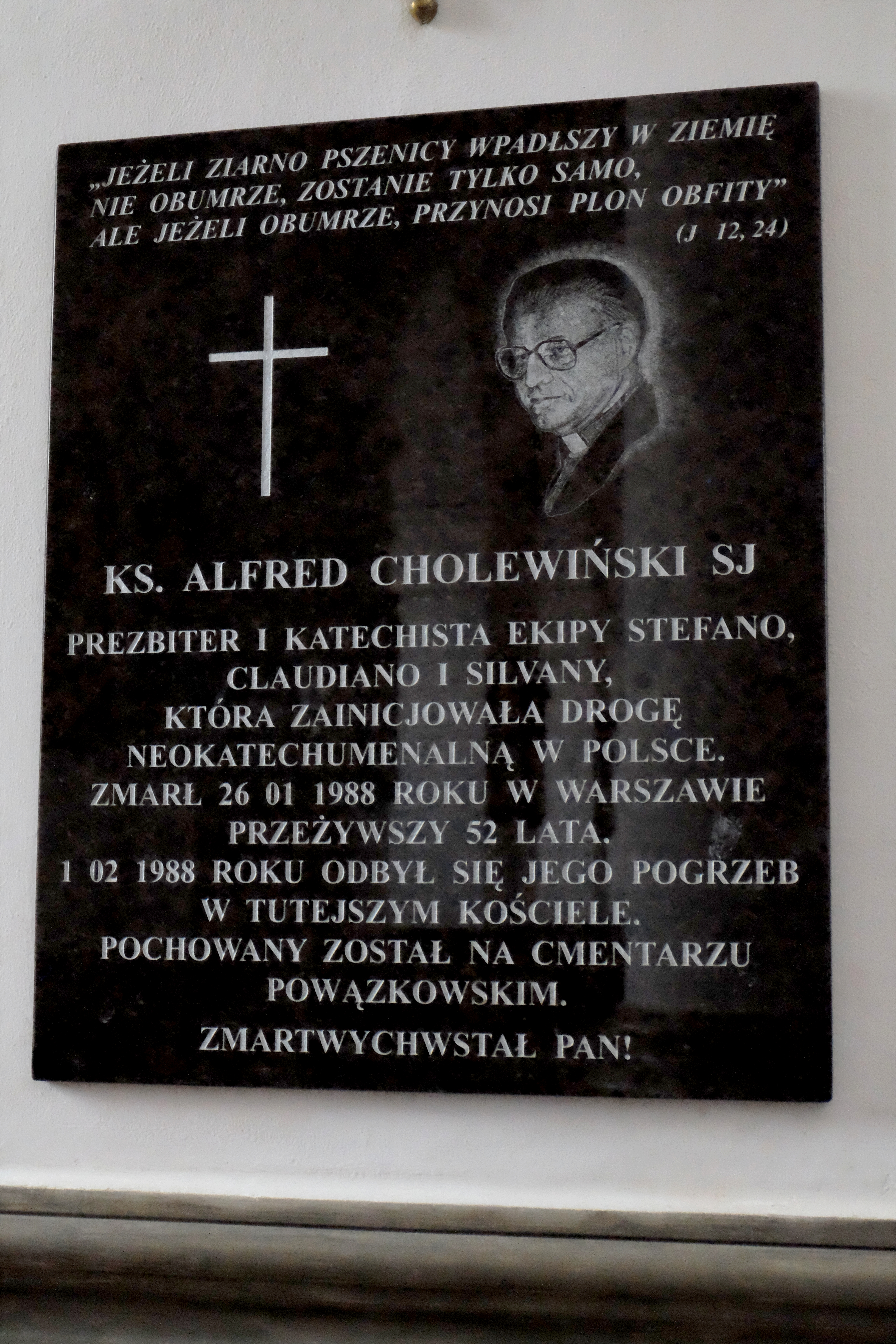
Tablica upamiętniająca ks. Alfreda Cholewińskiego w kościele św. Augustyna w Warszawie

Alfred Cholewiński SJ (ur. 3 marca 1936 w Bydgoszczy, zm. 26 stycznia 1988 w Warszawie) – polski jezuita, biblista, wykładowca Papieskiego Instytutu Biblijnego (Biblicum) w Rzymie i Wydziału Teologicznego „Bobolanum” w Warszawie, inicjator polskiego wydania i tłumacz egzegetycznych komentarzy z francuskiej wersji Biblii jerozolimskiej.

## Życiorys
W latach 1949–1951 uczył się w gimnazjum i niższym seminarium duchownym w Gdańsku. W 1951, po ukończeniu ówczesnej dziewiątej klasy, wstąpił w Kaliszu do nowicjatu jezuickiego. W latach 1953–1955 kontynuował naukę w zakresie szkoły średniej w starowiejskim kolegium jezuickim. W latach 1955–1958 odbył studia filozoficzne w Krakowie, a w latach 1959–1963 studia teologiczne w Warszawie. Po święceniach kapłańskich (1962) kontynuował studia. W latach 1963–1964 mieszkał w Otwocku i odbywał prywatne studium języków orientalnych. Studia biblijne odbył na KUL (1964–1967 lub 1964–1968) oraz Papieskim Instytucie Biblijnym w Rzymie (1968–1973). Jako student rzymskiego „Biblicum” zetknął się z charyzmatem Drogi neokatechumenalnej. W 1973 roku uzyskał stopień doktora nauk biblijnych. W 1974 odbył w Arracia pod Rzymem trzecią probację zakonną pod kierunkiem o. Michała Ledrus, po czym wrócił do Polski. W pierwszej połowie 1975 pracował w Lublinie jako duszpasterz akademicki. 18 sierpnia tego roku w lokalnym kościele jezuitów pw. św. Piotra Apostoła złożył uroczystą profesję zakonną. Rozprawa doktorska „Heiligkeitsgesetz und Deuteronomium. Eine vergleichende Studie” została w 1976 opublikowana przez Papieski Instytut Biblijny w ramach serii „Analecta biblica”. Jako autor tej publikacji otrzymał w 1975 zaproszenie tej uczelni do przyjęcia stanowiska profesora z zakresu Księgi Powtórzonego Prawa. Także od 1975 prowadził wykłady z Pisma św. na jezuickim Wydziale Teologicznym „Bobolanum” w Warszawie.
Był inicjatorem i tłumaczem na język polski egzegetycznych komentarzy z francuskiej wersji Biblii jerozolimskiej. Był także autorem licznych artykułów na tematy biblijne, które były publikowane w „Ateneum Kapłańskim”, „Znaku” i „Przeglądzie Powszechnym”. W Radiu Watykańskim prowadził cykl pogadanek z zakresu życia Kościoła pierwotnego.
W 1975 roku, wraz z grupą świeckich katechistów z Włoch, zainicjował Drogę Neokatechumenalną w Polsce, której rozwojowi poświęcił potem całe swoje kapłańskie posługiwanie jako katechista wędrowny w Polsce.
Został pochowany w grobowcu Zgromadzenia Jezuitów na cmentarzu Powązkowskim w Warszawie (kwatera 215-5/6-1/2).

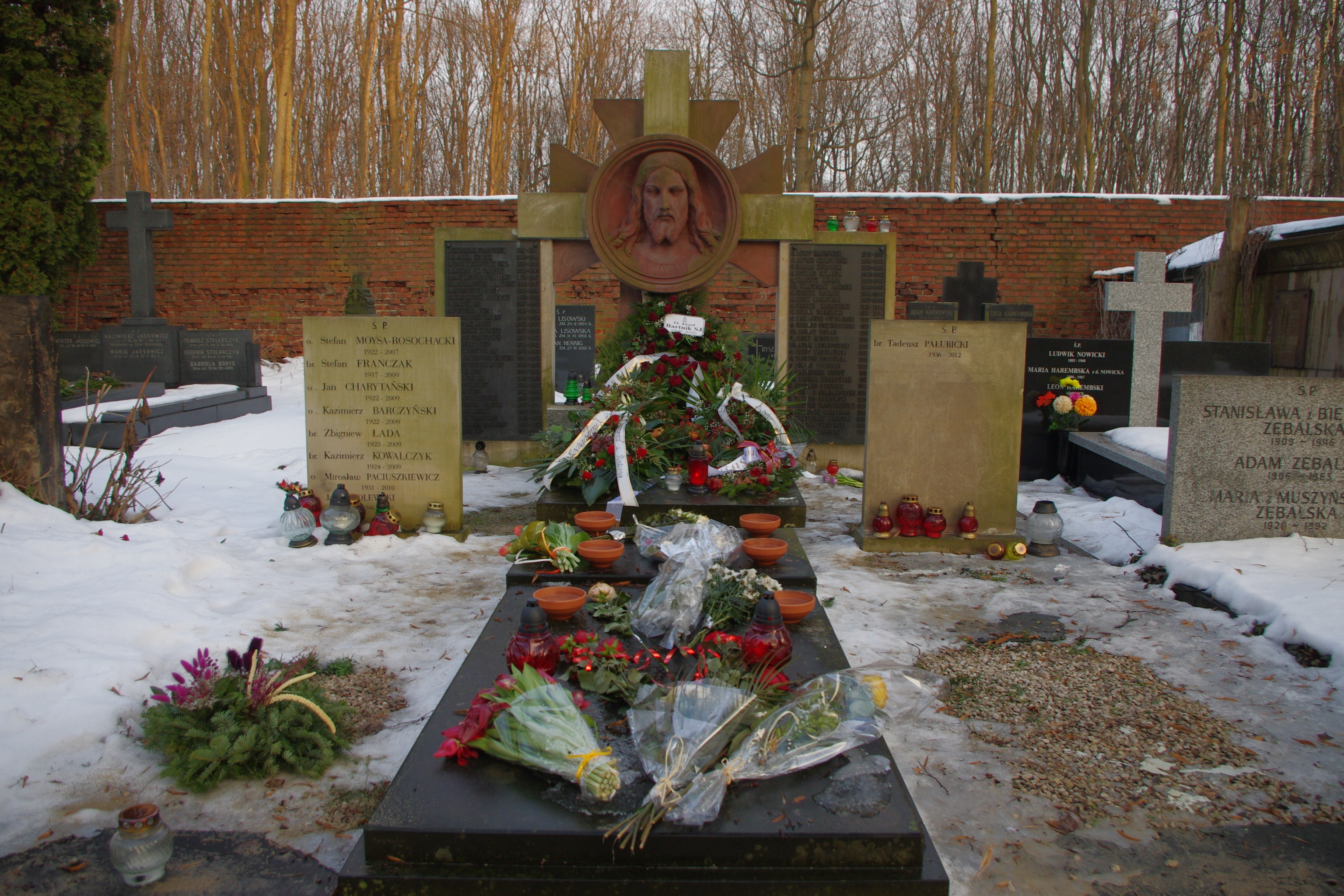
Grobowiec Zgromadzenia Jezuitów na cmentarzu Powązkowskim w Warszawie

## Publikacje
Był autorem licznych publikacji. Między innymi:
- Alfred Cholewiński SJ, Bronisław Mokrzycki SJ: Nabożeństwa biblijne. Kraków: Wydaw. Apostolstwa Modlitwy, 1968, s. 318.
- Alfred Cholewiński SJ: Heiligkeitsgesetz und Deuteronomium. Eine vergleichende Studie. Rzym: Pontificio Istituto Biblico, 1976, s. XXVII-350, seria: ANALECTA BIBLICA.
- Alfred Cholewiński SJ: Chrześcijaństwo ponownie odkrywane: pogadanki biblijne i homilie wygłoszone w Radiu Watykańskim w latach 1976-1985. Warszawa: Oficyna Przeglądu Powszechnego, 1989, s. 276.
- Alfred Cholewiński SJ: ABC chrześcijaństwa. Kraków: Wydaw. WAM, 2000, s. 276. ISBN 83-7097-543-7.
- Alfred Cholewiński SJ: Dobra Nowina dla każdego. Kraków: Wydaw. WAM, 2000, s. 113. ISBN 83-7097-546-1.
- Alfred Cholewiński SJ: Cztery katechezy biblijne. Kraków: Wydaw. WAM, 2000, s. 113. ISBN 83-7097-555-0.

Ponadto staraniem Alfreda Cholewińskiego wydano:
- Alfred Cholewiński SJ: Księga Psalmów z komentarzami i marginaliami z Biblii Jerozolimskiej. Lublin: Centrum Neokatechumenalne, 1991. Brak numerów stron w książce
- Biblia Jerozolimska / [wstępy, przypisy, komentarze i marginalia tł. zespół pod kier. Alfreda Cholewińskiego i Zbigniewa Kiernikowskiego, red. merytoryczna Krzysztof Sarzała. Poznań: Pallottinum, 2006. Brak numerów stron w książce